# Сарачи
Сарачи — деревня в Верещагинском районе Пермского края. Входит в состав Зюкайского сельского поселения.

## Географическое положение
Деревня расположена примерно в 5 км к юго-востоку от административного центра поселения, посёлка Зюкайка.

## Население
| 2010 |
| ---- |
| 11   |

## Топографические карты
- Лист карты O-40-62 Верещагино. Масштаб: 1 : 100 000. Издание 1962 г.